# Constantinismo

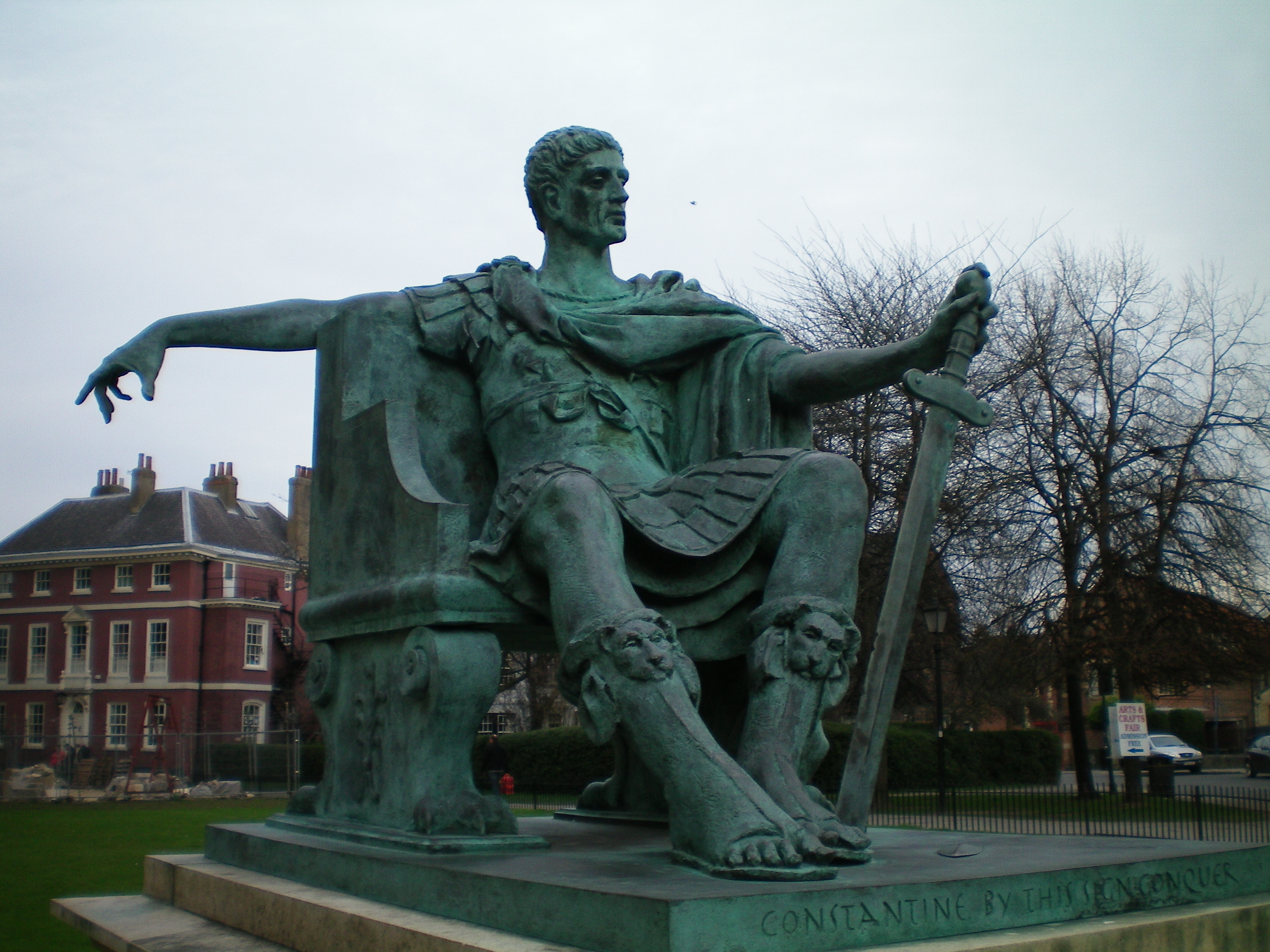
Constantino.

Constantinismo refere-se as políticas que foram aprovadas, incentivadas, ou pessoalmente favorecidas por Constantino, imperador romano do século IV. Em particular, pode se referir a qualquer uma das seguintes ideias: 
- Pode se referir à prática da tolerância religiosa conforme estipulado no Édito de Milão.
- Pode referir-se a uma tendência à exuberância devido ao aumento posterior do cristianismo, às vezes chamado triunfalismo cristão.
- Pode referir-se ao patrocínio de Constantino do cristianismo.
- Pode referir-se às doutrinas do Primeiro Concílio de Niceia, que Constantino promoveu.
- Pode referir-se à prática do controle do Estado ou a influência sobre a Igreja, muitas vezes chamado Erastianismo.
- Pode referir-se a alegada preferência de Constantino sobre o arianismo para o catolicismo.
- Pode referir-se a alegada preferência de Constantino para a Ortodoxia sobre heresia.
- Pode referir-se a corrupção da doutrina cristã, que é acusada de ter ocorrido durante ou por causa do reinado de Constantino, às vezes chamado de Grande Apostasia ou mais particularmente, a Reviravolta de Constantino.
- Pode referir-se a noção de que Constantino recebeu o mandato de Deus, como no direito divino dos reis.
- Pode referir-se a noção de que os imperadores romanos têm autoridade sobre a Igreja, muitas vezes chamado Cesaropapismo.
- Pode se referir a certas críticas católicas da Separação da Igreja e do Estado encontradas, por exemplo, no Syllabus of Errors.
- Pode se referir a certas doutrinas protestantes, como Reconstrucionismo e Dominionismo.